# 響盒子屬
響盒子屬（Hura）是大戟科大戟亞科旗下的一個屬，原屬乌族，今獨立成為一個響盒子族。只生長於美洲大陸。

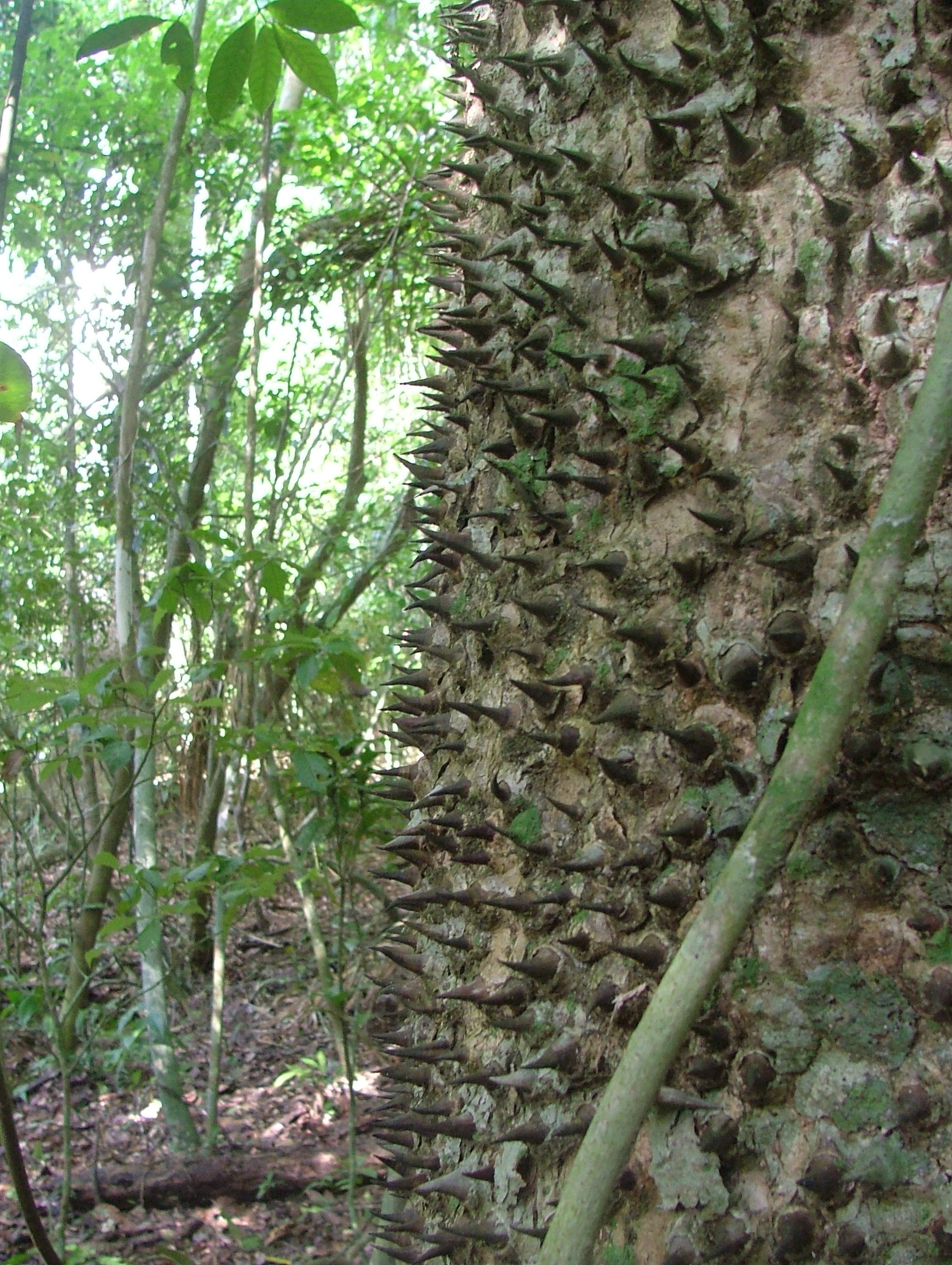
長在響盒子樹的樹幹上的尖刺近觀。